# Історія Трансильванії
Трансильванія — історичний регіон в центральній частині Румунії.
У давні часи Трансильванія була частиною держави даків та Римської Дакії. З X століття Трансильванія стала частиною Угорського королівства. Після битви при Могачі в 1526 році, Трансильванія була частиною Східно-Угорського королівства, з якого виникло Трансильванське князівство, яке в XVI—XVII століттях було васалом Османської імперії. У кінці XVII століття, Трансильванія потрапила під контроль Габсбурзької імперії.
З 1437 по 1848 рік політична влада у Трансильванії була розділена між здебільшого угорською шляхтою, німецьким бюргерством та секеями (угорська етнічна група), хоча основні групи населення краю складали румуни, угорці (в основному секеї) та німці. Тому, Трансильванія була номінально приєднана до контрольованої Габсбургами Угорщини, хоча і мала окремий статус, будучи об'єктом прямого керування імператорського уряду. На практиці Трансильванія адмініструвалася із Угорщини до 1867 року коли, після австро-угорського компромісу, окремий статус Трансильванії закінчився і вона була інкорпорована в Угорське королівство (Транслейтанія) — частини Австро-Угорщини. Після Першої світової війни, Трансильванія стала частиною Румунії. У 1940 році Північна Трансильванія була знову повернена в Угорщину в результаті Другого Віденського арбітражу, але після Другої світової війни стала знову частиною Румунії.
Завдяки своїй цікавій історії, населення Трансивальнії є досить різноманітним, з етнічної, лінгвістичної, релігійної та культурної точок зору. Зараз, більшість населення складають румуни, але значні меншини (головним чином угорців та циган) зберігають свої традиції. Однак, у комуністичну еру, етнічні стосунки в Румунії залишалися міжнародною проблемою. Вона зменшилась, але не зникла, після революції 1989 року, якою було повернено демократію в Румунію. Важливо, що у Трансильванії живе значна угорська меншина, трохи менш ніж половина якої ідентифікують себе як секеї. Етнічні німці у Трансильванії (відомі як «сакси») зараз формують тільки 1 % населення. Проте, давній австрійський та німецький вплив залишив очевидний слід у архітектурі та міському ландшафті значної частини Трансильванії.
Історія регіону може бути відстежена за релігією його мешканців. Більшість румунів Трансильванії є православними, хоча у XVIII—XX століттях Румунська греко-католицька церква також мала значну вагу. Угорці здебільшого належать до римо-католицької віри або до реформаторської церкви, також є невелика кількість уніатів.

## Давня історія
Sayous, Histoire(pag. 25) https://archive.org/details/histoiregnra00sayouoft